# Franco Sbuttoni
Franco Sbuttoni (Villa Constitución, 6 maggio 1989) è un calciatore argentino, difensore della Puteolana.

## Caratteristiche tecniche
È un difensore centrale.

## Carriera
È cresciuto nelle giovanili del Tiro Federal.